# Fritillaria lusitanica
A fritilária-lusitânica (Fritillaria lusitanica) é uma espécie de planta com flor pertencente à família Liliaceae. 
A autoridade científica da espécie é Wikstr., tendo sido publicada em Kongl. Vetensk. Acad. Handl. (1821) 352.

## Portugal
Trata-se de uma espécie presente no território português, nomeadamente os seguintes táxones infraespecíficos:
- Fritillaria lusitanica var. lusitanica - presente em Portugal Continental. Em termos de naturalidade é endémica da Península Ibérica. Não se encontra protegida por legislação portuguesa ou da Comunidade Europeia.
- Fritillaria lusitanica var. stenophylla - presente em Portugal Continental. Em termos de naturalidade é endémica da Península Ibérica. Não se encontra protegida por legislação portuguesa ou da Comunidade Europeia.